# Bullivena grandis
Bullivena grandis là một loài Trichoptera hóa thạch trong họ Hydrobiosidae.